# Talupes vicinus
Talupes vicinus är en skalbaggsart som beskrevs av Reé Michel Quentin och Jean François Villiers 1974. Talupes vicinus ingår i släktet Talupes och familjen långhorningar.
Artens utbredningsområde är Madagaskar. Inga underarter finns listade i Catalogue of Life.